# Xanthocephalum centauroides
Xanthocephalum centauroides là một loài thực vật có hoa trong họ Cúc. Loài này được Willd. miêu tả khoa học đầu tiên năm 1807.